# Margarida de Prades

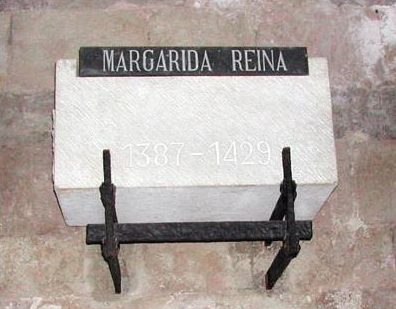

Margarida de Prades (1395 — 1422) foi Rainha de Aragão, Sardenha, e da Sicília como esposa de Martim I de Aragão. Margarida era filha do nobre aragonês Pedro, conde de Prades e de Dona Joana de Cabrera. Sua família descendia diretamente da Casa Real aragonesa. Casou-se com Martim I em 17 de setembro de 1408, com a esperança de dar ao rei um herdeiro. No entanto, Martim I morreu pouco depois, em 1410, extinguindo-se com ele a casa de Barcelona. Dona Margarida morreu em 1422.